# Min ande på villovägar
Min ande på villovägar är en amerikansk film från 1941 i regi av Alexander Hall. Filmen bygger på Harry Segalls pjäs Heaven Can Wait. I huvudrollerna ses Robert Montgomery och Evelyn Keyes. Filmen tilldelades två Oscarstatyetter, en för bästa berättelse, och en för bästa manus efter förlaga. Den var nominerad i ytterligare fem kategorier, bland dem bästa film och bästa regi. Historien filmades på nytt 1978 som Himlen kan vänta.

## Handling
Genom ett himmelskt misstag blir boxaren Joe Pendleton bestulen på flera år av sitt liv. När misstaget upptäcks måste de himmelska makterna hitta en ny kropp på jorden till Joes själ. Lotten faller på den rike och nyss mördade Bruce Farnsworth.

## Om filmen
Min ande på villovägar har visats i SVT, bland annat 1981 och 1995.

## Rollista
| Robert Montgomery     | – Joe Pendleton    |
| Evelyn Keyes          | – Bette Logan      |
| Claude Rains          | – Mr. Jordan       |
| Rita Johnson          | – Julia Farnsworth |
| Edward Everett Horton | – budbärare 7013   |
| James Gleason         | – Max Corkle       |
| John Emery            | – Tony Abbott      |
| Donald MacBride       | – Williams         |